# نظام يونكس السابع
نظام يونكس السابع (بالإنجليزية:  UNIX System III)‏، أو الإصدار السابع من نظام يونكس، هي واحدة من إصدارات نظام التشغيل يونكس والتي صدرت في عام 1979م. كانت هذه الإصدارة آخر إصدارة من نظام يونكس تصدرها مختبرات بيل بعد أن قامت مختبرات بيل بإصدار نظام يونكس تجاريا بدون ملف المصدر الذي يتيح تعديلات برمجية على النظام التي تقوم بها الجامعات والشركات التجارية على نظام يونكس.